# Gonatodes
Genre
Gonatodes est un genre de geckos de la famille des Sphaerodactylidae.

## Répartition
Les 32 espèces de ce genre se rencontrent en Amérique centrale et en Amérique du Sud.

## Liste des espèces
Selon The Reptile Database (9 novembre 2017) :
- Gonatodes albogularis (Duméril & Bibron, 1836)
- Gonatodes alexandermendesi Cole & Kok, 2006
- Gonatodes annularis Boulenger, 1887
- Gonatodes antillensis (Lidth De Jeude, 1887)
- Gonatodes astralis Schargel, Rivas, Makowsky, Señaris, Natera, Barros, Molina & Barrio-Amorós, 2010
- Gonatodes atricucullaris Noble, 1921
- Gonatodes caudiscutatus (Günther, 1859)
- Gonatodes ceciliae Donoso-Barros, 1966
- Gonatodes concinnatus (O’Shaughnessy, 1881)
- Gonatodes daudini Powell & Henderson, 2005
- Gonatodes eladioi Do Nascimento, Ávila-Pires & Da Cunha, 1987
- Gonatodes falconensis Shreve, 1947
- Gonatodes fuscus (Hallowell, 1855)
- Gonatodes hasemani Griffin, 1917
- Gonatodes humeralis (Guichenot, 1855)
- Gonatodes infernalis Rivas & Schargel, 2008
- Gonatodes lichenosus Rojas-Runjaic, Infante-Rivero, Cabello & Velozo, 2010
- Gonatodes ligiae Donoso-Barros, 1967
- Gonatodes nascimentoi Sturaro & Ávila-Pires, 2011
- Gonatodes naufragus Rivas, Ugueto, Schargel, Barros, Velozo & Sánchez, 2013
- Gonatodes ocellatus (Gray, 1831)
- Gonatodes petersi Donoso-Barros, 1967
- Gonatodes purpurogularis Esqueda, 2004
- Gonatodes rayito Schargel, Rivas, García-Pérez, Rivero-Blanco, Chippindale & Fujita, 2017[3]
- Gonatodes riveroi Sturaro & Ávila-Pires, 2011
- Gonatodes rozei Rivero-Blanco & Schargel, 2012
- Gonatodes seigliei Donoso-Barros, 1966
- Gonatodes superciliaris Barrio-Amoros & Brewer-Carias, 2008
- Gonatodes taniae Roze, 1963
- Gonatodes tapajonicus Rodrigues, 1980
- Gonatodes timidus Kok, 2011
- Gonatodes vittatus (Lichtenstein, 1856)

## Publication originale
- Fitzinger, 1843 : Systema Reptilium, fasciculus primus, Amblyglossae. Braumüller et Seidel, Wien, p. 1-106. (texte intégral).